# Camèlia
La camèlia (Camellia japonica) és una espècie de planta amb flors del gènere Camellia dins la família de les teàcies (Theaceae). És originaria de l'est asiàtic, en concret de la Xina, Corea i Japó.
Addicionalment pot rebre els noms de cameliera i magnòlia.

## Descripció
És un arbust de grandària mitjana, entre els 1,5 i els 6 metres d'altura. Aquesta espècie en concret és la més comuna del seu gènere. En l'actualitat és una espècie que no es troba en risc d'extinció.
Per tal de facilitar la identificació d'aquesta espècie ens podem fixar en els pecíols de les seves fulles, les quals tenen una grandària mitjana d'entre 5 i 8 centímetres. La longitud dels pecíols minva entre els 0.5-1 centímetres.
Les branques joves i persistents d'aquest individu es diferencien pel color, ja que les meves antigues tenen un color porpra amarronat i en canvi, les branques més joves tenen un color més clar, en concret un to marronós proper al gris.
Aquest arbust té una floració molt característica. És una flor homoclamídia i Dialisèpala composta per un gran nombre de tèpals, de color magenta o rosat. La seva forma pot portar a confusió amb la floració d'un roser comú.

## Taxonomia
Aquesta espècie va ser publicada per primer cop l'any 1753 al segon volum de l'obra Species Plantarum de Carl von Linné (1707-1778). El nom del gènere, Camellia, fa referència a Georg Joseph Kamel (1661-1706) i l'epítet específic a un dels territoris originaris de la planta.

### Sinònims
Els següents noms científics són sinònims de Camellia japonica:
- Sinònims homotípics

- Thea japonica 1(L.) Baill.

- Sinònims heterotípics

- Camellia bonnardii Berl. ex Lem.
- Camellia bononicana Anon.
- Camellia fimbriata P.B.Mead
- Camellia florida Salisb.
- Camellia hayaoi Yanagita ex Kusaka
- Camellia hozanensis (Hayata) Hayata
- Camellia imbricata P.B.Mead
- Camellia imperialis Van Houtte
- Camellia incarnata P.B.Mead
- Camellia japonica var. adelaideae Drapiez
- Camellia japonica f. albipetala Hung T.Chang
- Camellia japonica var. anemoniflora-rosea C.Morren
- Camellia japonica var. chandleri Herb.
- Camellia japonica var. concava Makino
- Camellia japonica var. conferta Herb.
- Camellia japonica var. curvatifolia C.Morren
- Camellia japonica var. delicatissima C.Morren
- Camellia japonica var. donckelarii C.Morren
- Camellia japonica var. eburnea Herb.
- Camellia japonica var. foliolosa Herb.
- Camellia japonica var. halleyi Scheidw.
- Camellia japonica var. haylockii Herb.
- Camellia japonica var. hexapetala Makino
- Camellia japonica var. hozanensis (Hayata) Yamam.
- Camellia japonica f. ilicifolia Makino
- Camellia japonica var. imbricata-alba C.Morren
- Camellia japonica var. kurtzii Van Mons
- Camellia japonica f. lancifolia H.Hara
- Camellia japonica var. latifolia C.Morren
- Camellia japonica var. leeana-superba C.Morren
- Camellia japonica f. leucantha Makino ex H.Hara
- Camellia japonica f. lilifolia Makino
- Camellia japonica var. longifolia Nakai
- Camellia japonica f. longifolia Uyeki
- Camellia japonica var. longifolia Koidz.
- Camellia japonica var. lysantha Herb.
- Camellia japonica var. macrocarpa Masam.
- Camellia japonica f. macrocarpa (Masam.) Tuyama
- Camellia japonica var. minuta C.Morren
- Camellia japonica var. modesta Herb.
- Camellia japonica var. nakaii (Hayata) Yamam.
- Camellia japonica f. otome Makino
- Camellia japonica f. parviflora Makino
- Camellia japonica var. picta Herb.
- Camellia japonica var. picturata C.Morren
- Camellia japonica f. polypetala Makino
- Camellia japonica var. porrecta Herb.
- Camellia japonica var. pumila Herb.
- Camellia japonica var. punctata-major C.Morren
- Camellia japonica var. resplendens C.Morren
- Camellia japonica var. rosigena Herb.
- Camellia japonica var. spofforthiae Herb.
- Camellia japonica var. spontanea Makino
- Camellia japonica var. sporrorthiana Herb.
- Camellia japonica var. tamponea Drapiez
- Camellia japonica f. trifida Makino
- Camellia japonica var. triumphans C.Morren
- Camellia japonica var. ulantha Herb.
- Camellia japonica var. variegata Standish ex J.Dix
- Camellia japonica var. venosa Herb.
- Camellia japonica var. victrix Herb.
- Camellia japonica var. woodsii Herb.
- Camellia kaempferia Reboul
- Camellia maeleniana Scheidw.
- Camellia marginata Hally ex J.Dix
- Camellia mutabilis Paxton
- Camellia nakaii (Hayata) Hayata
- Camellia planipetala Lem.
- Camellia sylvestris Berl.
- Camellia tsubakki Crantz
- Camellia tuckiana Anon.
- Camellia wabiske (Makino) Kitam.
- Thea camellia Hoffmanns.
- Thea hozanensis Hayata
- Thea japonica var. spontanea Makino
- Thea nakaii Hayata
- Thea reticulata var. wabiske Makino

### Cultivars
Les cultivars de Camellia japonica inclouen a 'Elegans' amb grans flors rosades i taques blanques, 'Guilio Nuccio' amb pètals vermells o rosats amb estils i estams grocs i també 'Mathotiana Alba' de flors totalment blanques.

## Usos
Aquesta espècie se sol utilitzar o bé com a arbust ornamental degut a la seva majestuosa i llampant floració també com a arbust limitador, és a dir com a tanca o mur per encerclar una zona específica.
La Camellia japonica és una espècie acidòfila, és a dir, que creix en sols àcids, i també li agraden els climes humits i plujosos.
Aquesta espècie té una alta resistència al fred, ja que pot suportar temperatures de fins a -17 °C, encara que la temperatura que afavoreix més el seu creixement se situa entre els 7 °C i els 9 °C.